# Teenage Dream (canção)
"Teenage Dream" é uma canção electropop/balada pop da cantora e compositora Katy Perry, para seu segundo álbum de estúdio de música pop, de mesmo nome. A canção foi lançada pela gravadora Capitol Records como segundo single do álbum em 23 de julho de 2010. A canção — que fala sobre os sonhos, atitudes e ambições adolescentes — foi escrita por Katy Perry e Bonnie McKee, juntas com Lukasz Gottwald, Benjamin Levin e Max Martin, que foram os produtores.
Além de ter sido um sucesso na crítica musical, "Teenage Dream" deu a Perry o "Recorde de Inserções", pois foi adicionado à programação de 87 estações de rádios norte-americanas em apenas uma semana, e seu terceiro single a chegar ao topo da parada Billboard Hot 100, dando-se destaque ao fato de Perry ser a última artista feminina até o momento a "conseguiu colocar um segundo single rapidamente em primeiro, desde de Lady GaGa no primeiro semestre de 2009". Esteve listado nas paradas musicais da Austrália, Canadá e Nova Zelândia, além da parada americana Billboard Hot 100.
Originalmente, "Teenage Dream" seria incluído na trilha sonora internacional de Araguaia.

## Composição

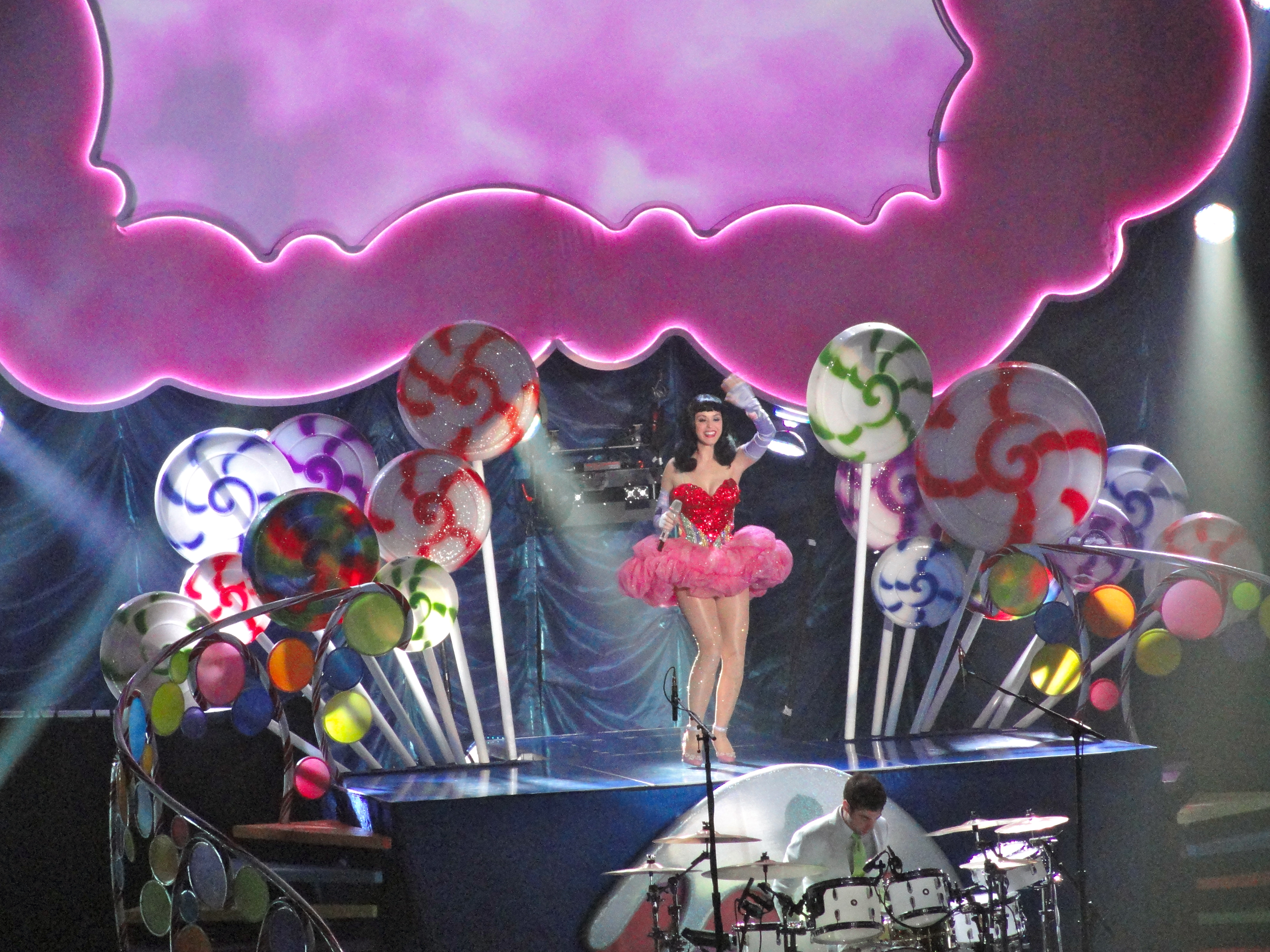
Katy Perry performing Teenage Dream in California Dreams Tour.

Em entrevista à MTV, Katy Perry comentou a respeito de seu segundo álbum e sobre a canção: "Eu escrevi esta canção enquanto estava em Santa Bárbara, e foi um momento muito puro para mim, porque é o local em que eu cresci. E quando eu comecei a compor senti aquela euforia deliciosa que todos nós temos quando lembramos dos nossos sonhos adolescentes […] todas as garotas que estavam naqueles pôsteres nas paredes […] E eu acho que eu continuo a ser um desses sonhos adolescentes molhadinhos…". A cantora explorou sobre os comportamentos adolescentes para a composição em One of the Boys, e escreveu uma canção com o tema "jovem eternamente", inspirado em Peter Pan; mas após os co-compositores acharem muito infantil, empregaram algo mais sexual na canção. A canção possui um ritmo e som electropop e balada pop, com sintetizadores que empregam sons retrôs com aspecto de disco music. O conteúdo de composição trata de uma mulher apaixonada que sente-se adolescente novamente. Amos Barshad da New York Magazine disse que "se não fosse pelo poderoso refrão (You!… make!… me!) seria praticamente uma balada romântica".

## Recepção crítica e pública
| Críticas profissionais | Críticas profissionais |
| Avaliações da crítica  | Avaliações da crítica  |
| Fonte                  | Avaliação              |
| ---------------------- | ---------------------- |
| About.com              | 4.5 de 5 estrelas.     |

"Teenage Dream" recebeu críticas geralmente positivas. Bill Lamb, da About.com, comentou que "a canção é profunda e consegue trazer consigo a sensação do clássico amor a primeira vista" e é "provavelmente a canção de amor mais atraente nesse segundo semestre de 2010", acrescentando: "Tecnicamente, Katy Perry não é uma cantora fenomenal, mas ela provou ser muito hábil em ajudar a criar músicas em que canta fabulosamente". James Montgomery da MTV, comentou que Teenage Dream "mostrou uma mudança definitiva na carreira de Perry." Embora seja aparentemente melosa como alguns de seus hits anteriores, a canção consegue ser bem madura (apesar do título) e com qualidade musical. Alyssa Rosenberg do The Atlantic definiu a letra da canção como "simplesmente chata e incoerente" e acrescentou que "o gancho e coro quase não são atraentes o suficiente para trazê-la de volta para a canção."

## Videoclipe
Dirigido por Yoann Lemoine, o videoclipe de "Teenage Dream" foi lançado no website da MTV em 10 de agosto de 2010. Com a participação de Josh Kloss e de diversos amigos de Katy Perry que residem em Santa Bárbara, a produção foi filmada na cidade citada; sendo que Katy Perry anunciou através do Twitter sobre as filmagens do videoclipe de "Teenage Dream", comentando: "Corta, copia, imprime e seguir em frente! Isso é o que está acontecento com 'Teenage Dream' […] Eu tenho todo o elenco do vídeo, todos os meus amigos, igual a incríveis insanidades".
O videoclipe chamou a atenção da crítica profissional e do público devido à cenas com insinuações de relações sexuais com Josh Kloss, onde a cantora aparece apenas com roupas íntimas. O videoclipe de "Teenage Dream" é o mais visto e o mais popular lançado recentemente no website MTV.

## Paradas musicais
| Paradas (2010)                                 | Melhor posição |
| ---------------------------------------------- | -------------- |
| Billboard Hot 100                              | 1 (2x)         |
| Estados Unidos Billboard Pop Songs             | 1 (4x)         |
| Estados Unidos Billboard Digital Songs         | 1 (2x)         |
| Estados Unidos Billboard Radio Songs           | 1 (3x)         |
| Estados Unidos Billboard Dance/club Play Songs | 1              |
| Estados Unidos US Airplay Top 100              | 1 (3x)         |
| Estados Unidos Billboard Adult Pop Songs       | 3              |
| Austrália ARIA Charts                          | 2              |
| Canadá Hot 100                                 | 2              |
| Nova Zelândia Singles Chart                    | 1 (4x)         |
| UK Singles Chart                               | 2              |
| Irlanda - Irish Chart                          | 1              |
| Escócia - Scottish Singles and Albums Chart    | 1              |
| Brasil (Brasil Hot 100 Airplay)                | 25             |
| Brasil (Brasi Hot Pop Songs)                   | 7              |
| Brasil (Billboard Brasil Hot 100)              | 1              |
| Alemanha - (Media Control AG)                  | 6              |
| Eslovênia - (IFPI)                             | 1              |
| Venezuela - (Record Report)                    | 1              |
| - European Hot 100 Singles                     | 5              |
| União Europeia Mundo World Singles Top 40      | 2 (5x)         |

| País                  | Certificação |
| --------------------- | ------------ |
| Austrália (ARIA)      | 4× Platina   |
| Nova Zelândia (RIANZ) | 2× Platina   |
| Estados Unidos (RIAA) | 7 × Platina  |

## Versão deGlee

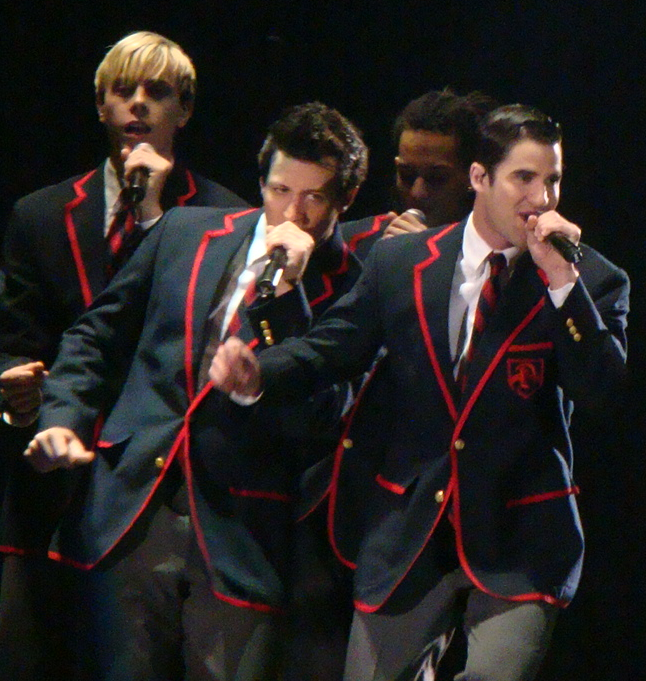
Blaine cantando Teenage Dream.

Parte do elenco da série Glee, alunos da fictícia Dalton Academy Warblers, gravou uma versão de "Teenage Dream", cantada durante o episódio "Never Been Kissed", da segunda temporada. Darren Criss, no papel de Blaine, foi o principal vocal. Depois da exibição do episódio, em 9 de novembro de 2010, a versão foi lançada como single digital, incluída no álbum Glee: The Music, Volume 4 e, mais tarde, no Glee: The Music Presents the Warblers. A canção vendeu 214 mil cópias digitais na primeira semana e estreou no topo da Billboard Digital Songs, sendo a primeira gravada por Glee a alcançar a posição; também foi #8 no Hot 100 da revista. Em abril de 2011, havia vendido 481 mil cópias digitais.